# Viola Reggio Calabria 1978-1979
Questa voce raccoglie le informazioni riguardanti la Cestistica Piero Viola nelle competizioni ufficiali della stagione 1978-1979.

## Roster
Rosa della Viola Reggio Calabria per la stagione 1978-1979, che ha disputato il campionato di Serie B (terzo livello dei campionati dell'epoca, dopo Serie A1 e A2).
| Nome               | Nazionalità       |
| ------------------ | ----------------- |
| Massimo Bianchi    | Italia (bandiera) |
| Luigi Rossi        | Italia (bandiera) |
| Pippo Borzì        | Italia (bandiera) |
| Vinicio Mossali    | Italia (bandiera) |
| Sergio Borlenghi   | Italia (bandiera) |
| Umberto Gira       | Italia (bandiera) |
| Vincenzo Putortì   | Italia (bandiera) |
| Loris Paiusco      | Italia (bandiera) |
| Papagiorgio        | Italia (bandiera) |
| Volpe              | Italia (bandiera) |
| Salvatore Canale   | Italia (bandiera) |
| All: Filippo Faina | Italia (bandiera) |

## Risultati

### Serie B
La Cestistica Piero Viola verrà inserita nel girone D concludendo la Stagione Regolare al 1ºposto del suo raggruppamento ottenendo 11 vittorie e 3 sconfitte qualificandosi alla Poule Promozione in Serie A2.

### Poule A2
la Viola accede ai gironi per la promozione nella Serie A2 venendo inserita nel girone B concludendo la fase al 4ºposto conservando la categoria per la stagione successiva ottenendo in questa fase 12 vittorie e 6 sconfitte con una differenza punti di +83